# 乌石山摩崖石刻
乌石山摩崖石刻，位于中国福建省福州市鼓楼区乌石山。1961年5月10日公布为第一批福建省文物保护单位，类型为石刻、造像及其他，历史年代为唐～清。2013年3月5日公布为第七批全国重点文物保护单位。